# Miss Luxembourg (Belgique)
Ne doit pas être confondu avec Miss Luxembourg.
Miss Luxembourg (néerlandais : Miss Luxemburg) est un concours de beauté féminine qualificatif pour l'élection de Miss Belgique, destiné aux jeunes femmes belges.

## Lauréates notables
| Année | Nom                 | Titre national et notes |
| ----- | ------------------- | --- |
| 2001  | Aude Van Massenhove | |
| 2002  | Katia Jacquet       | |
| 2003  | Coralie Reuland     | Coralie Reuland n'a participé au concours Miss Belgique en raison de ses obligations professionnelles dans le cadre de son travail en tant qu'ouvrière de production dans une entreprise libramontoise. Elle n'a pas pu être remplacée par sa première dauphine, Margaux Lebrun en raison du règlement qui interdit que la première dauphine prenne la place de la lauréate en titre. Par conséquent, la province de Luxembourg n'a pas été représentée cette année au concours national. |
| 2003  | Margaux Lebrun      | Coralie Reuland n'a participé au concours Miss Belgique en raison de ses obligations professionnelles dans le cadre de son travail en tant qu'ouvrière de production dans une entreprise libramontoise. Elle n'a pas pu être remplacée par sa première dauphine, Margaux Lebrun en raison du règlement qui interdit que la première dauphine prenne la place de la lauréate en titre. Par conséquent, la province de Luxembourg n'a pas été représentée cette année au concours national. |
| 2004  | Anne-Sophie Dessoy  | |
| 2005  | Elvira Latic        | |
| 2006  | Charlotte Goblet    | |
| 2007  | Céline Chariot      | |
| 2008  | Betty Tahid         | |
| 2009  | Alicia Massaux      | |
| 2010  | Hélène Czorniak     | |
| 2011  | Elodie Gillet       | |
| 2012  | Elodie Dejardin     | |
| 2013  | Virginie Urbain     | |
| 2014  | Laura Charlier      | 2e dauphine de Miss Belgique 2014, Laurence Langen. |
| 2015  | Pauline Detroz      | |
| 2016  | Margaux Leclère     | |
| 2017  | Marine Toussaint    | |
| 2018  | Daphné Fanon        | |
| 2019  | Yulia Chernyshkova  | |
| 2020  | Laura Vanquaillie   | 4e dauphine de Miss Belgique 2020, Céline Van Ouytsel . |

## Palmarès à l’élection Miss Belgique
- Élue 2e dauphine de Miss Belgique :
  - 2014 : Laura Charlier, Miss Luxembourg 2014.

[2020] :  Laura Vanquaillie élue 4ieme Dauphine de Miss Belgique